# 甲南郵便局
甲南郵便局（こうなんゆうびんきょく）は、滋賀県甲賀市にある郵便局。民営化前の分類では集配特定郵便局であった。

## 概要
住所：〒520-3399 滋賀県甲賀市甲南町寺庄963-1

## 沿革
- 1882年（明治15年）4月1日 - 寺庄（てらしょう）郵便局（五等）として開設[1]。
- 1885年（明治18年）10月1日 - 貯金取扱を開始。
- 1890年（明治23年）7月16日 - 為替取扱を開始。
- 1893年（明治26年）1月21日 - 寺庄郵便電信局となる。
- 1903年（明治36年）4月1日 - 通信官署官制の施行に伴い寺庄郵便局となる。
- 1910年（明治43年）3月28日 - 電話通話事務を開始する[2]。
- 1911年（明治44年）3月16日 - 電話交換業務および電話加入者託送電報取扱を開始する[3]。
- 1943年（昭和18年）2月21日 - 甲南郵便局に改称[4]。
- 1956年（昭和31年）3月1日 - 深川郵便局から電報配達事務の一部[5]を移管[6]。
- 1959年（昭和34年）8月 - 局舎新築落成。
- 1970年（昭和45年）4月10日 - 電話交換[7]、和文電報配達および欧文電報受付配達、国際電報受付配達業務を甲賀電報電話局に移管[8]。
- 2007年（平成19年）10月1日 - 民営化に伴い、併設された郵便事業甲西支店甲南集配センターに一部業務を移管。
- 2012年（平成24年）10月1日 - 日本郵便株式会社発足に伴い、郵便事業甲西支店甲南集配センターを甲南郵便局に統合。

## 取扱内容
- 郵便、印紙、ゆうパック、内容証明
- 貯金、為替、振替、振込、国際送金、国債
- 生命保険、バイク自賠責保険
- 地方公共団体事務（甲賀市ごみ処理券の販売）
- ゆうちょ銀行ATM
- 甲賀市内の一部地域の集配業務

## 周辺
- 甲賀市立甲南中学校
- 滋賀県立甲南高等学校
- 地蔵堂（六角堂）
- 旧滋賀銀行甲南支店[9] - ヴォーリズ設計。1925年（大正14年）竣工。旧寺庄銀行本店。甲南支店としては2007年（平成19年）8月に甲南町野田へ移転。
- 杣川

## アクセス
- JR草津線 寺庄駅から西へ約500m（徒歩約11分）
- 甲賀市コミュニティバス 寺庄公民館停留所下車
- 新名神高速道路 甲南ICから北東へ約4km
- 滋賀県道123号水口甲南線沿い
- 駐車場あり：7台